# Nemophas bennigseni
Nemophas bennigseni là một loài bọ cánh cứng trong họ Cerambycidae.